# Плейку
Плейку (вьет. Pleiku) — город в центральной части Вьетнама. Административный центр провинции Зялай.

## География
Абсолютная высота — 755 метров над уровнем моря.

## Население
По данным на 2013 год численность населения составляет 146 073 человека.
Динамика численности населения города по годам:
| 1979   | 1989   | 2000    | 2013    |
| ------ | ------ | ------- | ------- |
| 58 088 | 76 991 | 102 000 | 146 073 |

## Транспорт
Город стоит на пересечении национальных шоссе № 14 и № 19. Имеется небольшой аэропорт, принимающий регулярные рейсы из Ханоя, Хошимина и некоторых других крупных городов страны.

## Спорт
В Плейку базируется футбольный клуб Хоангань Зялай.